# Hampton Fancher
Hampton Lansden Fancher (Este de Los Ángeles, California, 18 de julio de 1938) es un guionista, actor y director estadounidense, conocido principalmente por escribir las películas de ciencia ficción neo-noir Blade Runner (1982) y su secuela Blade Runner 2049 (2017). Por Blade Runner logró el Hugo a la mejor presentación dramática. Su debut como director fue The Minus Man (1999), que ganó el Gran Premio del Jurado en el Festival Internacional de Cine de Montreal.
Estuvo casado con la actriz Sue Lyon.

## Filmografía
Como guionista
- 2017: Blade Runner 2049 (con Michael Green)
- 2017: 2048: Nowhere to Run (con Michael Green y Luke Scott)
- 2017: 2036: Nexus Dawn (con Michael Green)
- 1999: The Minus Man
- 1989: The Mighty Quinn
- 1982: Blade Runner (con David Peoples)

Como director
- 1999: The Minus Man

Como productor ejecutivo
- 1982: Blade Runner (con Brian Kelly)